# 1053
El 1053 (MLIII) fou un any comú començat en divendres del calendari julià.

## Esdeveniments
- Fi de la revolta dels petxenegs.

## Naixements
- Ramon Berenguer II, comte de Barcelona.
- Berenguer Ramon II, comte de Barcelona.
- Emperador Shirakawa, emperador de Japó